# 詹金斯的耳朵戰爭
詹金斯的耳朵戰爭（英語：War of Jenkins' Ear），西班牙称阿西恩托战争（西班牙語：Guerra del Asiento，“阿西恩托”意为进口黑人许可证），是大不列顛與西班牙之間一場發生於1739年至1748年的軍事衝突。後來自1742年起，有關戰爭成為奧地利王位繼承戰爭的一部分。

## 背景
根據1729年訂立的《塞維爾條約》，英方曾同意不與西班牙的殖民地進行貿易。為了確保條約有效落實，西班牙被允許在其領海範圍內登上英國船隻進行巡檢。可是在1731年，英國商船「麗貝卡號」（Rebecca）船長羅伯特·詹金斯報稱在加勒比海的西班牙海域遭到西班牙當局的人員登船搜掠，而且還將他的一隻耳朵割下。
詹金斯船長返回英國後曾向英皇伸冤，而加勒比海的英軍總司令亦曾就事件撰寫報告，不過事件最初沒有成為輿論焦點。但到1738年，詹金斯再度公開講述其遭遇，而且還戲劇性地在下議院一個聽證會上展示「相信是」自己被割下的耳朵。這次事件引起輿論廣泛關注，下院更有言論認為詹金斯耳朵被割，是被當眾受辱，牽涉國體榮辱。
本來，英國國內已有聲音希望能夠在商業上和軍事上主導大西洋海盆地帶，詹金斯耳朵事件以後，要求對西班牙開戰之聲更不絕於耳。儘管當時內閣無意開戰，但備受壓力下，首相罗伯特·沃波尔爵士最終在1739年10月23日對西班牙宣戰。

## 早期戰事

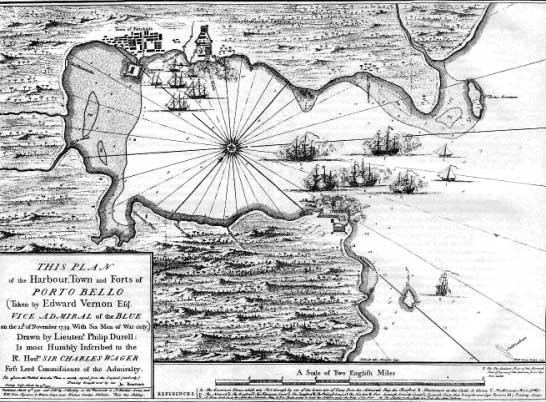
英軍繪製攻打貝約港的計劃圖。

在1739年11月22日，英國率先攻佔新格拉納達副王區（今巴拿馬沿岸）內一個叫貝約港（今波特韋洛）的小型銀礦出口城鎮，意圖以此打擊西班牙的財政收入。由於守備不足，英軍的艦隊司令愛德華·弗農只消派出六艘軍艦就輕易攻陷該港。貝約港失陷以後，當地經濟大受破壞，直到後來巴拿馬運河動土興建後，經濟才漸有起色。至於西班牙方面，則放棄過往以珍寶船隊在單一港口進行貿易，改以細小船隻在不同口岸貿易，以分散風險。
英軍在貝約港報捷的消息在1740年傳回英國後，全國曾發起不少慶祝活動，其中在倫敦一個慶祝弗農報捷的晚會上，《天佑吾皇》一曲更首次在公眾場合奏起；至於位於倫敦的波特韋洛道也是為紀念英軍報捷而命名。經此一役後，西班牙帝國在美洲的影響力更曾一度被視為已成歷史。
此後，英軍乘勝追擊，在1740年遣派以海軍準將喬治·安森領導的分遣艦隊前往太平洋，企圖進一步打擊西班牙在菲律賓等地的勢力。可是這些行動大多無功而返。

## 卡塔赫納戰役
海軍上將愛德華·弗農在1741年3月，對加勒比海的西班牙主要黃金貿易港印第安的卡塔赫納（今哥倫比亞卡塔赫納）發動海陸攻擊，這次攻擊是詹金斯的耳朵戰爭中最主要的戰事。不過，又由於缺乏完善計劃、海陸部隊各自為政，再加上戰區太遠，補給困難，使英軍的遠征處處受限。相反，由於西班牙在卡塔赫納-德印第亞的防禦工事十分充足，再加上其總司令布拉斯·德莱索早有防範，加以反擊，結果使英方在戰事中傷亡慘重。此外，由於難以適應熱帶氣候，英方不少將士更染上各種比如黃熱病的致命疾病，使得士氣低落。

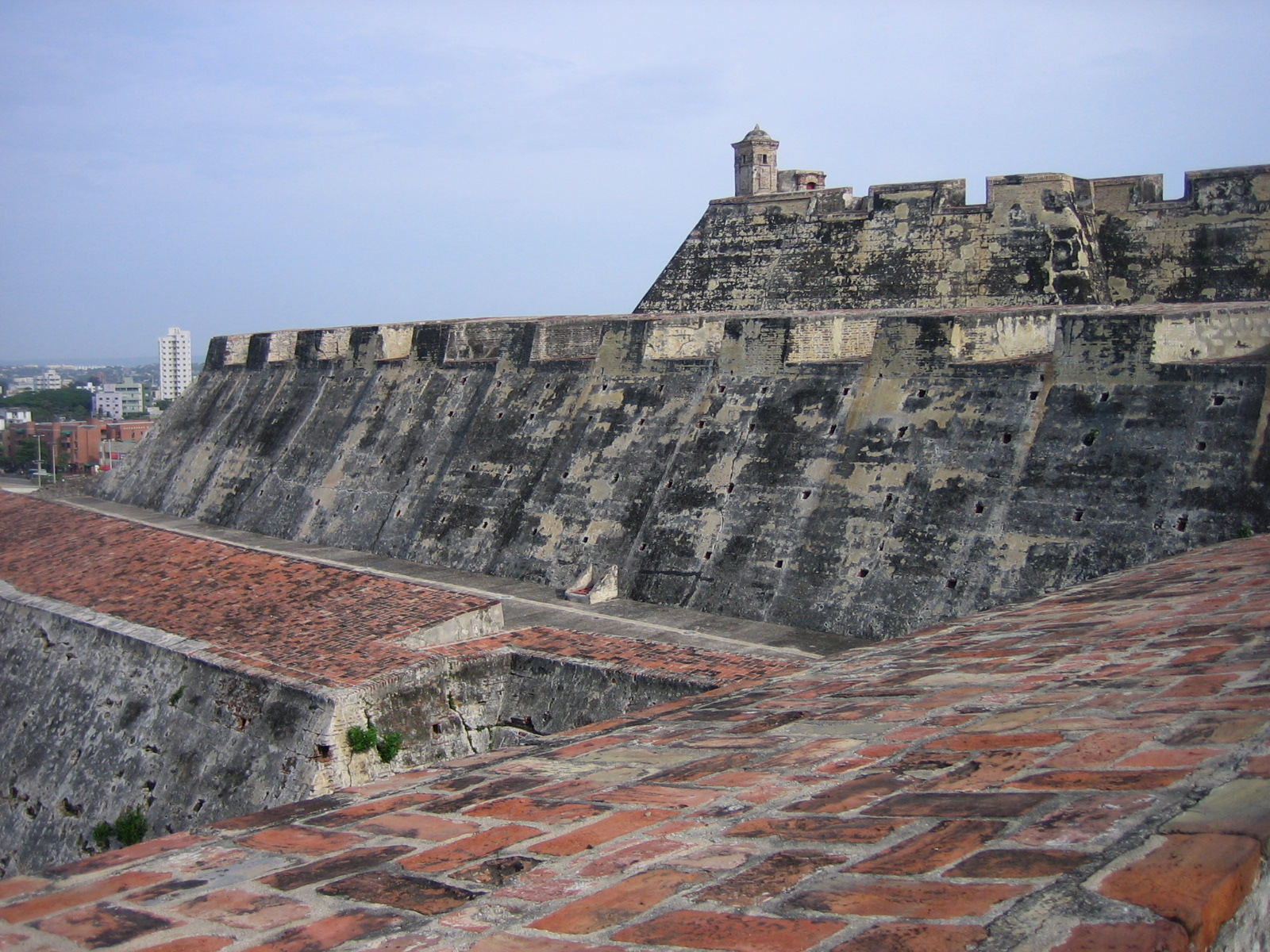
憑藉著堅固的碉堡，使英軍未能成功在1741年攻下印第安的卡塔赫納。

自印第安的卡塔赫納戰役以後，軍力薄弱的英軍繼續先後在佛羅里達的聖奧古斯丁、古巴哈瓦那和巴拿馬等地發動類似的攻擊，但都被一一擊退，也未有對西班牙在加勒比海的勢力構成威脅。到1742年，西班牙進行反攻，進攻英國位於北美洲的喬治亞殖民地，並發動血腥沼澤戰役，不過這次英軍成功擊退入侵。
其實自戰事開展以來，英、西雙方的海軍和武裝民船隊的勢力不相上下。一方面，英方的喬治·安森意外地擄獲極具價值的馬尼拉大帆船，但這只僅僅補償英國在大西洋地區貿易停頓造成的損失。相反，西班牙在加勒比海地區的貿易往來卻沒有因戰爭造成多大的影響，尤其當戰爭成為奧地利王位繼承戰爭的一部分以後，英方船艦更在公海受到法國商船隊攻擊，使其貿易活動更受困擾。
不過到後來，由於奧地利王位繼承戰爭的關係，各方都把軍事焦點和資源移回歐洲大陸，再加上將士受到熱帶病的威脅，最終使戰事陷入休止的僵持狀態，而各方也未有因戰事而取得任何新的領土。

## 戰爭影響
儘管戰爭陷入僵局，但總體上，基於西班牙在卡塔赫納戰役中大勝的緣故，它得以繼續支配大西洋至19世紀，同時也使其美洲帝國得以維持。至於英、西兩國的僵局，則一直要到1748年奧地利王位繼承戰爭完結後，參戰各方簽訂《第二亞琛和約》，兩國的外交聯繫才告重新建立。
不過，1748年的和約簽署後，英、西兩國殖民勢力始終互相對抗，加勒比海領土問題未有完滿解決。結果，西班牙後來在英、法七年戰爭晚期乘機加入法方，遂促使英國短暫攻佔古巴哈瓦那和菲律賓馬尼拉等的西班牙海外殖民地。一直到七年戰爭完結後，佛羅里達被割讓英國，以讓西班牙贖回被佔的城市。
不久以後，西班牙再趁美國獨立戰爭奪回佛羅里達及巴哈馬，另外又在法國協助下奪得英國所有的地中海梅諾卡。西班牙還曾試圖聯結法國圍攻直布羅陀（1779年－1783年），不過沒有成功。在獨立戰爭以後，西班牙將巴哈馬交還英國，以換取取得佛羅里達的剩餘部份。
到後來的法國大革命及拿破崙戰爭期間，英國復乘西班牙國內局勢不穩，試圖出兵圍攻聖胡安（1797年，位於波多黎各）、特內里費及布宜諾斯艾利斯（1806年及1807年），但都失敗而回。

## 外部連結
- 詹金斯的耳朵戰爭，regiments.org
- 詹金斯的耳朵戰爭 （页面存档备份，存于），新喬治亞百科
- 英國1739年的宣戰詔書

1. ↑  Walpole, Horace. . 2015  [2022-05-07]. （原始内容存档于2022-05-07）. We have already lost seven millions of money and thirty thousand men in the Spanish war and all the fruit of all this blood and treasure is the glory of having Admiral Vernon's head on alehouse signs!
2. ↑  Newman et al. 1997，第744頁.
3. ↑  Clodfelter 2017，第78頁.